# Velike Žablje
Velike Žablje falu, szórványtelepülés Szlovéniában, a Goriška statisztikai régióban, a Vipava-völgy déli szélén található. Közigazgatásilag Ajdovščinához tartozik.
A falu templomát Szent Flórián tiszteletére emelték és a Koperi egyházmegyéhez tartozik.

## Fordítás
- Ez a szócikk részben vagy egészben  a   Velike Žablje című angol Wikipédia-szócikk ezen változatának fordításán alapul.  Az eredeti cikk szerkesztőit annak laptörténete sorolja fel. Ez a jelzés csupán a megfogalmazás eredetét és a szerzői jogokat jelzi, nem szolgál a cikkben szereplő információk forrásmegjelöléseként.